# Superbrowsergame Award
Der Superbrowsergame Award (SBG) war der erste große jährlich stattfindende Wettbewerb für Browsergames und wurde von Gamesdynamite veranstaltet. Seltener wurde der Wettbewerb auch Superbrowserspiel (SBS) genannt. Die Spiele mussten sich zunächst in einer Nominierungsphase für die Teilnahme qualifizieren. Die Bewertung der nominierten Spiele erfolgte in mehreren Phasen durch eine Jury und die Community und dauerte mehrere Wochen. Erstmals wurde er 2005 ausgerichtet und war damit der erste umfassende Wettbewerb für die stark wachsende Browsergames-Branche. Der Wettbewerb wurde, ohne Angabe von Gründen, 2008 eingestellt.

## Wettbewerb
Der Wettbewerb war in drei Kategorien unterteilt. Die jeweils ersten drei Plätze wurden mit dem Award in Gold, Silber und Bronze ausgezeichnet:
- Große Spiele (mehr als 10.000 Spieler)
- Mittlere Spiele (2.001 bis 9.999 Spieler)
- Kleine Spiele (bis 2.000 Spieler)

### Preisträger 2005
Qualifiziert haben sich 27 Browserspiele. Die Preisträger 2005 sind:
- Große Spiele: X-Wars (2. Platz: D-Wars, 3. Platz: Freewar)
- Mittlere Spiele: IceWars (2. Platz: Travian, 3. Platz: Fatal Vortex)
- Kleine Spiele: Demonlords (2. Platz: Galactic Tales, 3. Platz: Land of Destruction)

Die Entwickler der drei Hauptpreisträger sind am 5. Juni 2005 bei GIGA TV zu Gast gewesen. Neben dem Award wurden auch Server und Bannereinblendungen vergeben. Die Preisverleihung erfolgte auf der Browsergame Conference 2005.

### Preisträger 2006
Zur Teilnahme qualifiziert haben sich 35 Browserspiele. Die Preisträger 2006 sind:
- Große Spiele: Travian (2. Platz: goalunited, 3. Platz: OGame)
- Mittlere Spiele: Demonlords (2. Platz: IceWars, 3. Platz: Second Home, KnightsDevine)
- Kleine Spiele: Revorix (2. Platz: Syridia, 3. Platz: Sassault, SysWar)

Die Preisverleihung erfolgte auf der Browsergame Conference 2006.

### Preisträger 2007
Zur Teilnahme qualifiziert haben sich 47 Browserspiele. Die Preisträger 2007 sind:
- Große Spiele: goalunited (2. Platz: Freewar, 3. Platz: Power of Politics)
- Mittlere Spiele: Demonlords (2. Platz: IceWars, 3. Platz: Yohoho!)
- Kleine Spiele: Operation Universe (2. Platz: Tourenwagen Manager, 3. Platz: The Big War, Vampire’s Dawn)

Die Preisverleihung erfolgte auf der Browsergame Conference 2007.